# Família Baptistina

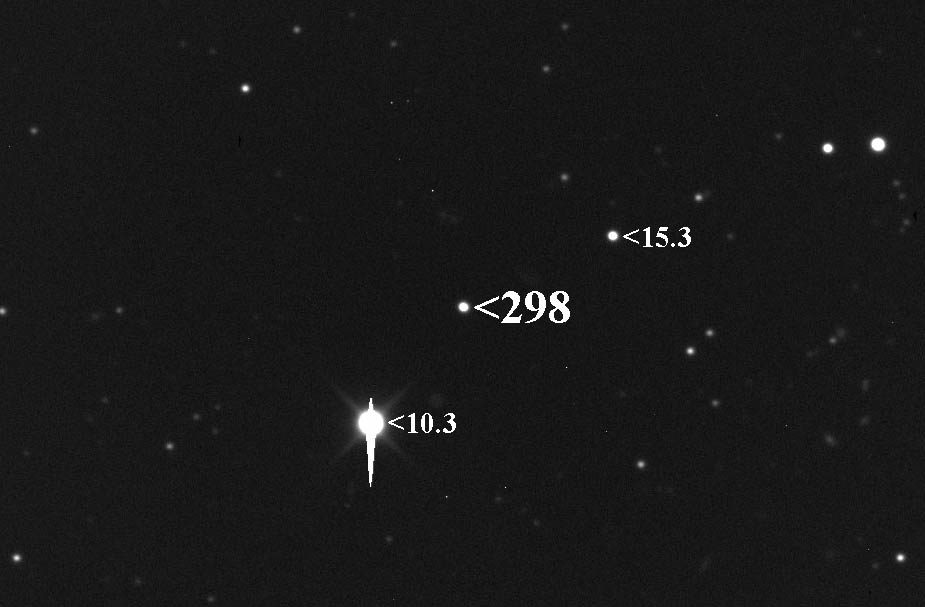
Asteróide 298 Baptistina

Família Baptistina é um agrupamento de asteroides cujo principal membro é o asteroide 298 Baptistina. Está localizada na borda interna do cinturião principal. É uma família de asteroides de tamanho médio, em termos que é notável por causa da mistura peculiar de taxonomias que se encontram entre os seus componentes. Foram numerados em torno de 247 membros na nesta família de asteroides pelos astrônomos. O ancestral do 298 (170 km de diâmetro) teria sido atingido por outro asteroide (60 km de diâmetro) há cerca de 165 milhões de anos, formando vários fragmentos de rochas e poeira que formaram a família, que, originalmente possuía mais de 300 corpos maiores e 140.000 corpos de 1 km de diâmetro.

## Possibilidade de impactos
Há possibilidades de que 2% dos corpos que se encontram no sistema solar teriam se chocado com a terra e uma outra pequena possibilidade de terem se chocado até mesmo com a Lua. A cratera Chicxulub localizada no México, tem 180 km de diâmetro e existe 90% de possibilidade de que esta cratera tem origem de um choque de asteroide, estes com sua origem da família Baptistina. Uma outra cratera na lua nomidada de Tycho (85 km de diâmetro) teria uma probabilidade de 70% de que, sua origem seja também responsabilizada por um outro asteroide que tenha sua origem Baptistina.

## Caminho peloSistema Solar

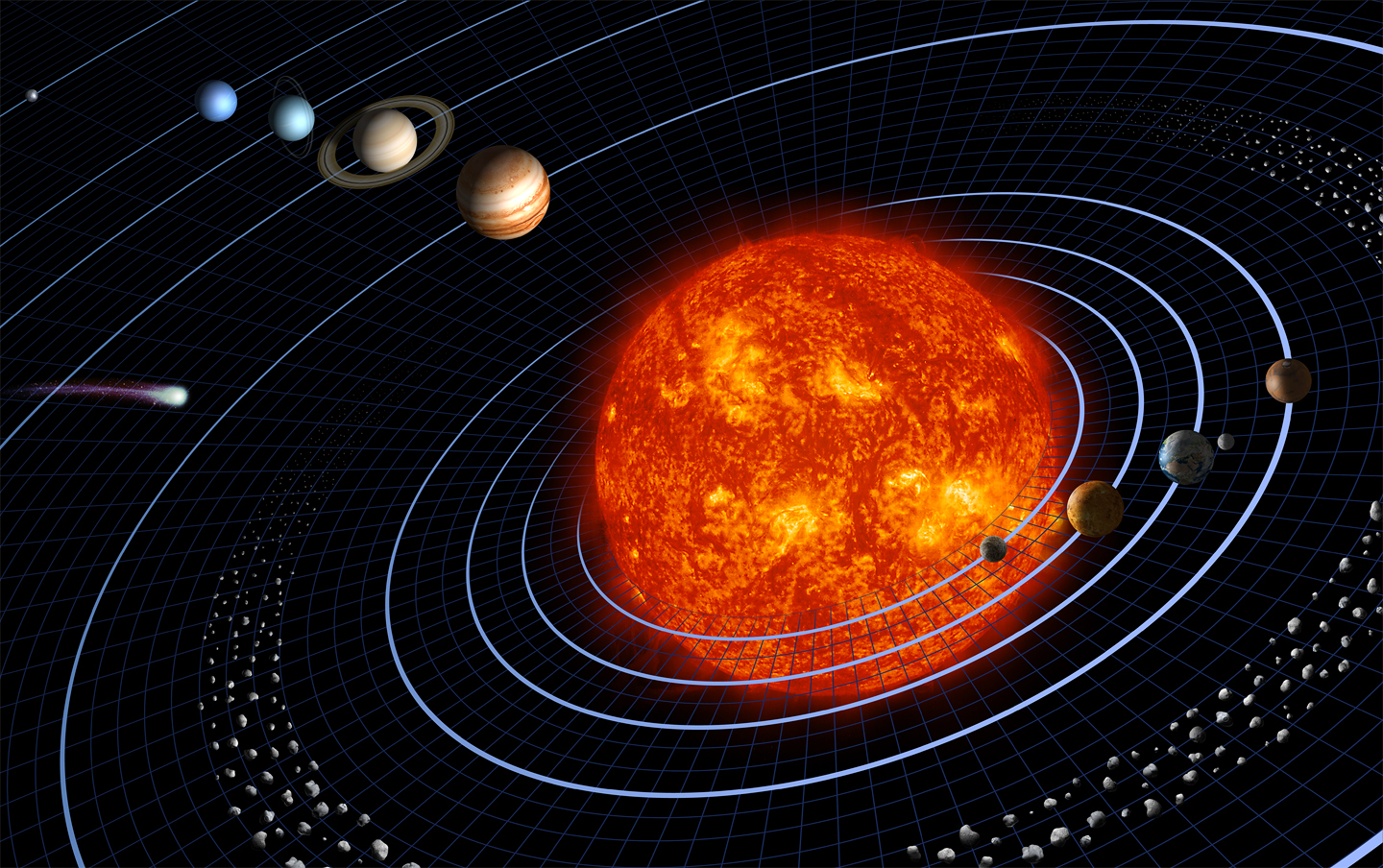
Representação esquemática do Sistema Solar

Logo após o choque pelos dois imensos asteroides, os asteroides recém formados começaram a vagar pelo espaço e muitos deles passaram próximo da órbita de outros planetas e também do Planeta Terra. O meteoro que atingiu o México na Península de Iucatã há 65 milhões de anos, foi quem gerou a teoria mais aceita sobre a extinção dos dinossauros ocorrida no fim do período Cretáceo e também da era Mesozoica, veio desta família de asteroides.

## Controvérsia
De acordo com uma dupla de astrônomos brasileiros é errônea a afirmação de que a extinção dos dinossauros no fim do cretáceo tenha ligação com a Família Baptistina.
"A partir do estudo da composição dos fragmentos e da visualização do albedo, é possível afirmar que a Família Baptistina não tem nada a ver com o asteroide responsável pela extinção dos dinossauros", segundo Carvano.